# قائمقامية

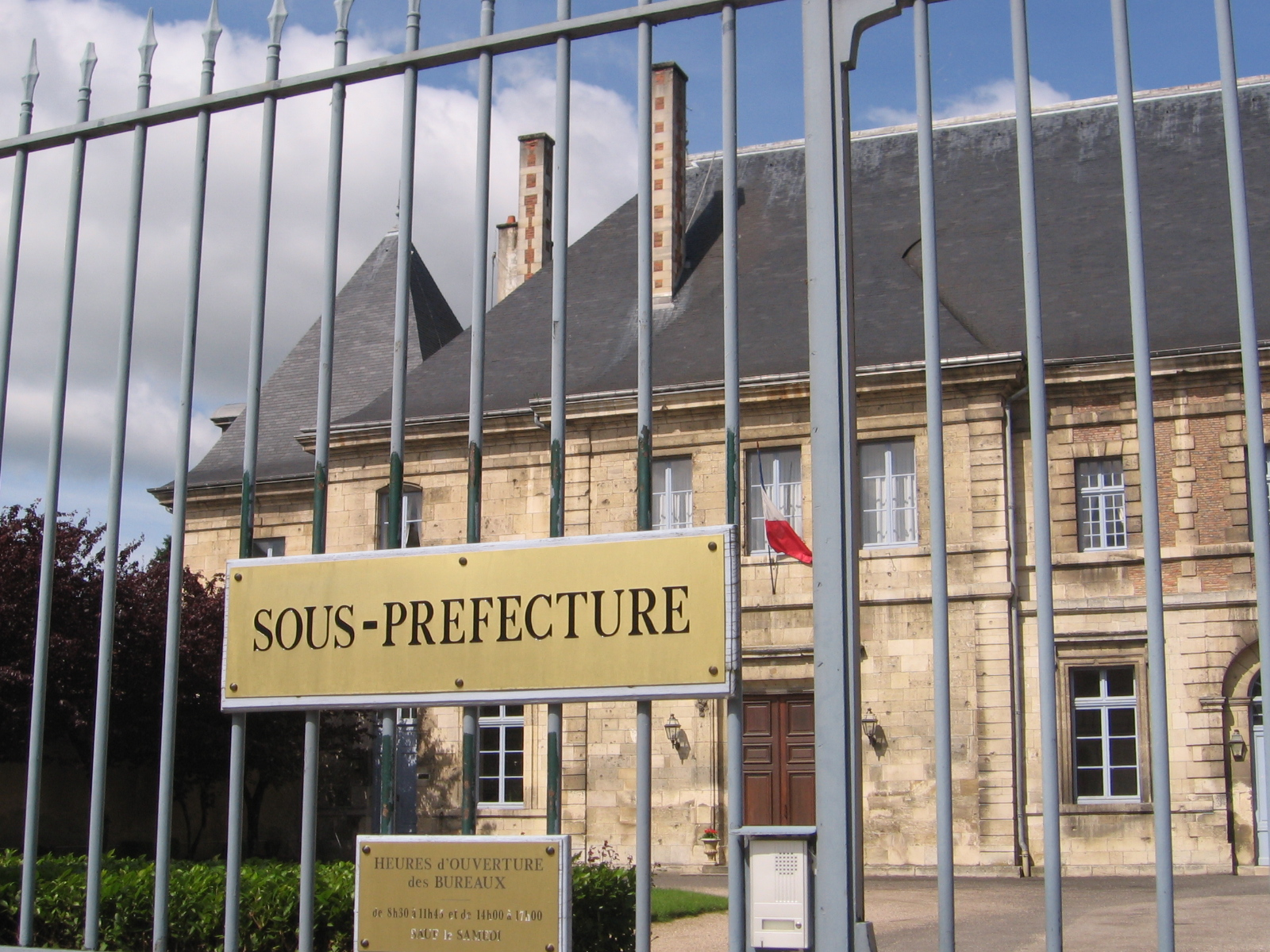

في فرنسا،  قائمقامية (بالفرنسية: Sous-préfecture)‏ أو مقاطعة فرعية هي عاصمة الدوائر الإدارية.